# Interferencias
Interferencias è il quinto album del gruppo musicale spagnolo Fangoria.
L'album è stato pubblicato nel 1998 dall'etichetta Subterfuge ed era originariamente composto da otto cover di canzoni già edite in passato da altri artisti reinterpretate dal gruppo insieme ad altri artisti.
Nel 2005 l'album è stato ripubblicato con l'aggiunta di cinque tracce alle prime posizioni della lista tracce.

## Tracce
| #   | Titolo                   | Collaborazione | Versione originale |
| --- | ------------------------ | -------------- | ------------------ |
| 1.  | "En este mundo"          | Baby Horror    | Karina             |
| 2.  | "Amor apache"            | Victor Coyote  | Gloria Trevi       |
| 3.  | "Más dura será la caída" | La Buena Vida  | Gabinete Caligari  |
| 4.  | "Dulce armoñía"          | Los sencillos  | The Beloved        |
| 5.  | "De viaje"               | Astrud         | Los Planetas       |
| 6.  | "Sueño nro. 7"           | Intronautas    | Los Vegetales      |
| 7.  | "Mi gran noche"          | Dr. Explosión  | Raphael            |
| 8.  | "Bailar hasta morir"     | Madelman       | Tino Casal         |
| 9.  | "Sono come tu mi vuoi"   | Iluminados     | Mina Mazzini       |
| 10. | "Me quedaré soltera"     | Le Mans        | Cecilia            |
| 11. | "Interferencias"         | Heroíca        | Radio Futura       |
| 12. | "El signo de la cruz"    | Family         | Décima Víctima     |
| 13. | "Viva el rock"           | Terry 4        | Adam Ant           |